# Чёрный телефон 2
«Чёрный телефо́н 2» (англ. Black Phone 2) — будущий американский фильм ужасов о сверхъестественном режиссёра Скотта Дерриксона по сценарию Дерриксона и К. Роберта Каргилла. Продолжение фильма «Чёрный телефон» (2021), который, в свою очередь, является экранизацией одноимённого рассказа Джо Хилла 2004 года. В картине снимались Итан Хоук, Мейсон Темз, Мадлен Макгроу, Мигель Мора, Джереми Дэвис, Демиан Бичир и Арианна Ривас.
Премьера фильма запланирована компанией Universal Pictures на 17 октября 2025 года.

## Сюжет
Четыре года назад 13-летний Финн убил своего похитителя и сбежал, оставшись единственным выжившим среди его жертв. Но истинное зло не подвластно смерти… и телефон звонит снова.
Пока Финн, которому сейчас 17 лет, с трудом переносит последствия своего похищения, решительная 15-летняя Гвен начинает получать во сне звонки с чёрного телефона и переживать тревожные видения о трёх мальчиках, которых преследуют в зимнем лагере под названием «Альпийское озеро».

Решив разгадать эту тайну и положить конец мучениям для себя и брата, Гвен уговаривает Финна посетить лагерь во время зимней бури. Там она обнаруживает шокирующую связь между похитителем и историей своей семьи. Вместе с Финном она вынуждена противостоять убийце, который после смерти стал ещё более могущественным и значимым для них, чем они могли себе представить.Оригинальный текст (англ.)«Four years ago, 13-year-old Finn killed his abductor and escaped, becoming the sole survivor of The Grabber. But true evil transcends death… and the phone is ringing again.

As Finn, now 17, struggles with life after his captivity, the headstrong 15-year-old Gwen begins receiving calls in her dreams from the black phone and seeing disturbing visions of three boys being stalked at a winter camp known as Alpine Lake.

Determined to solve the mystery and end the torment for both her and her brother, Gwen persuades Finn to visit the camp during a winter storm. There, she uncovers a shattering intersection between The Grabber and her own family’s history. Together, she and Finn must confront a killer who has grown more powerful in death and more significant to them than either could imagine».— Universal Pictures

## В ролях
- Мейсон Темз — Финн (Финни) Блейк
- Мадлен Макгроу — Гвендолин (Гвен) Блейк, младшая сестра Финни
- Итан Хоук — похититель
- Джереми Дэвис — Терренс Блейк, отец Финни и Гвен
- Мигель Касарес Мора — Робин
- Демиан Бичир
- Арианна Ривас

## Производство
В июне 2022 года Скотт Дерриксон заявил, что, хотя Джо Хилл защищает свою историю, автор предложил ему «замечательную идею» для сиквела, который он готов поставить, если первый фильм принесёт хорошую прибыль. В августе Дерриксон и Хилл подтвердили, что со студией ведутся переговоры о съёмках сиквела. Дерриксон назвал финансовый успех «Чёрного телефона» одним из катализаторов разработки проекта. Хилл сказал, что на создание сиквела его вдохновили «культовые образы» масок похитителя.
В ноябре 2023 года стало известно, что Итан Хоук, Мейсон Теймс, Мадлен Макгроу, Джереми Дэвис и Мигель Касарес Мора вновь исполнят свои роли из первого фильма. Сценарий написали Скотт Дерриксон и С. Роберт Каргилл, они же выступили продюсерами сиквела. В декабре было подтверждено, что Дерриксон вёрнется в качестве режиссёра нового фильма. В сентябре 2024 года Демиан Бичир присоединился к актёрскому составу.

## Релиз
«Чёрный телефон 2» выйдет в американских кинотеатрах 17 октября 2025 года, прокатчик — Universal Pictures. Изначально премьера была намечена на 27 июня 2025 года.